# Jonathan Walters
Jonathan Ronald « Jon » Walters, né le 20 septembre 1983 à Birkenhead (Angleterre), est un footballeur international irlandais qui évolue au poste d'attaquant entre 2002 et 2019.
Blessé au tendon d'Achille, il est contraint de mettre un terme à sa carrière le 22 mars 2019 alors qu'il est sous contrat avec le Burnley FC.

## Biographie
Walters a commencé sa carrière chez les Blackburn Rovers mais a échoué à entrer dans l'équipe première et a rejoint Bolton Wanderers. Encore une fois il a échoué à se mettre en place et est allé en prêt à Hull City, Crewe Alexandra et Barnsley Football Club, avant de rejoindre définitivement Hull. Il a ensuite de jouer pour Wrexham Football Club et Chester City avant de finalement trouver le football régulièrement au Championnat d'équipe Ipswich Town. Walters a passé trois ans à Ipswich, avant de rejoindre Stoke City pour £ 2,75 millions en août 2010.
Lors du match Stoke City-Chelsea, Jonathan Walters, a inscrit un doublé contre son camp et a manqué un penalty en faveur de son équipe.
Le 7 juillet 2017 Walters rejoint Burnley, un contrat de deux ans pour un montant de £ 3 millions,.
Le 30 août 2018, il est prêté à Ipswich Town.
Blessé au tendon d'Achille, il est contraint de mettre un terme à sa carrière le 22 mars 2019 alors qu'il est sous contrat avec le Burnley FC.